# سنترتوون (تنسی)
سنترتوون(به انگلیسی: Centertown) شهری در ایالت تنسی کشور ایالات متحده آمریکا است که جمعیت آن در سرشماری سال ۲۰۱۰ میلادی، ۲۴۳ نفر بوده‌است.